# Charops
Charops is een geslacht van insecten uit de orde vliesvleugeligen (Hymenoptera) en de familie Ichneumonidae.

## Soorten
- C. aditya Gupta & Maheshwary, 1971
- C. annulipes Ashmead, 1890
- C. armatus Seyrig, 1935
- C. ater Szepligeti, 1908
- C. bicolor (Szepligeti, 1906)
- C. brachypterus (Cameron, 1897)
- C. breviceps Kriechbaumer, 1884
- C. brevipennis (Cameron, 1906)
- C. cantator (DeGeer, 1778)
- C. cariniceps Cameron, 1906
- C. diversipes Roman, 1910
- C. flavipes (Brulle, 1846)
- C. fuliginosus Szepligeti, 1908
- C. ganges Cushman, 1927
- C. hersei Gupta & Maheshwary, 1971
- C. luctuosus (Cresson, 1865)
- C. luteipes Walker, 1874
- C. maroccanus Horstmann, 2008
- C. nigritus Gupta & Maheshwary, 1971
- C. obscurior Roman, 1910
- C. obtusus Morley, 1913
- C. plautus Gupta & Maheshwary, 1971
- C. pulchripes Girault, 1925
- C. spinitarsis Cameron, 1905
- C. striatus (Uchida, 1932)
- C. sumatrensis (Tosquinet, 1903)
- C. taiwanus Uchida, 1932